# Forsaån

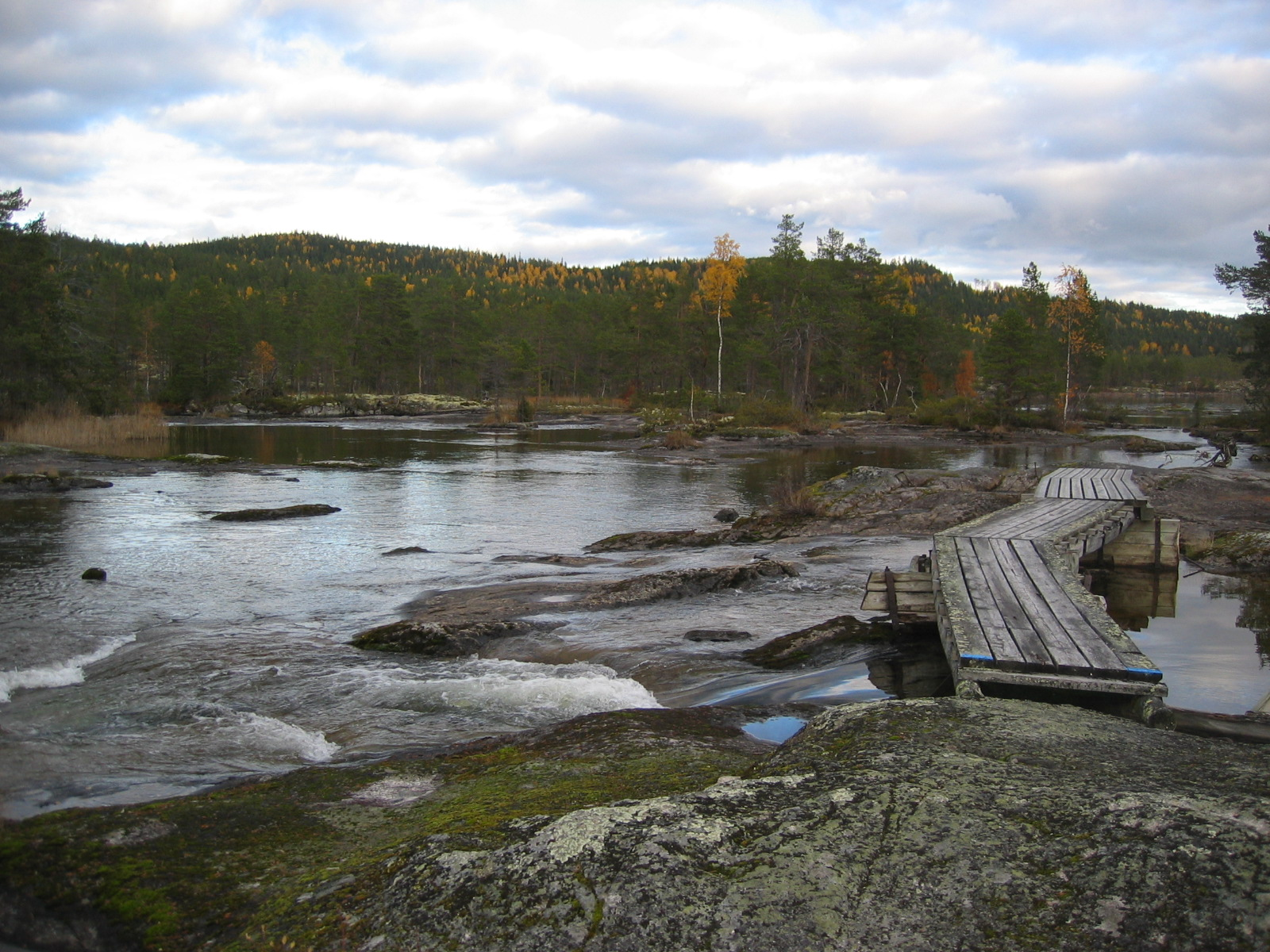
Forsaån.

Forsaån är en ungefär 4–5 km lång å, cirka 10 km söder om Pilgrimstad. Forsaån rinner mellan Locknesjön i Östersunds kommun och Bodsjön i Bräcke kommun. 
Större delen av ån följs av en 7 km lång vandringsled, Forsaleden. Längs med leden finns hällmålningar, fångstgropar, stenåldersboplatser och järnåldersgravar. Även andra historiska rester som fäbodvallar, flottningsrester och sågrester finns. 
Då berggrunden i Forsaområdet är väldigt kalkrik och vattnet i ån har väldigt högt pH-värde finns en del för breddgraden ovanliga växter och lavar, till exempel alm, klibbal, hassel och flera orkidéarter.
Ån är också en väldigt populär badplats, då den breder ut sig i laguner med turkost vatten, vattenfall och klippor man kan hoppa från. Soliga dagar brukar 400-500 personer bada i området, vilket dock har en negativ inverkan på den känsliga och ovanliga naturen. En förening har bildats för att bevara området.
Ån är även populär bland sportfiskare, med mycket harr och öring.

## Bildgalleri

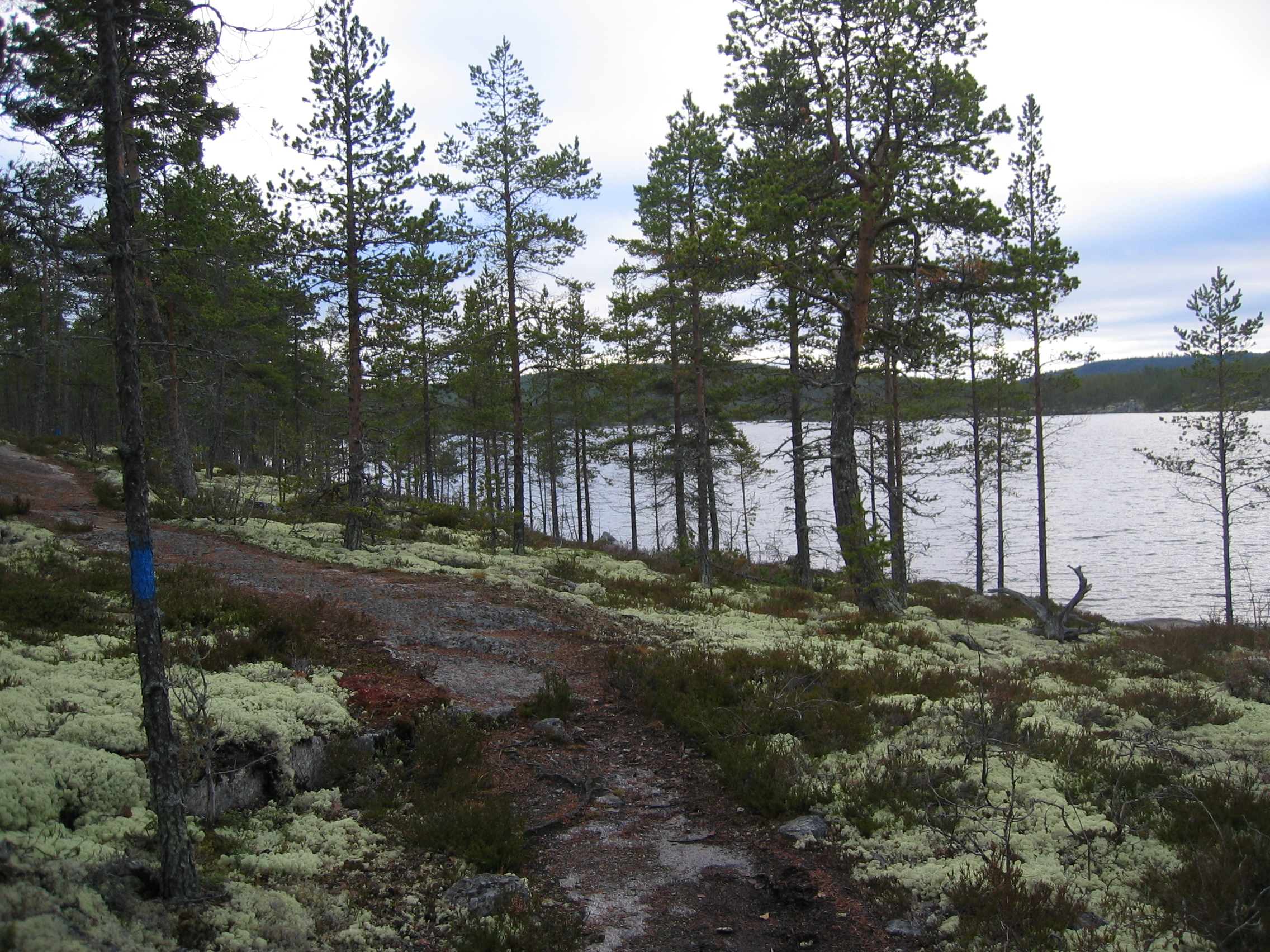
Forsaleden
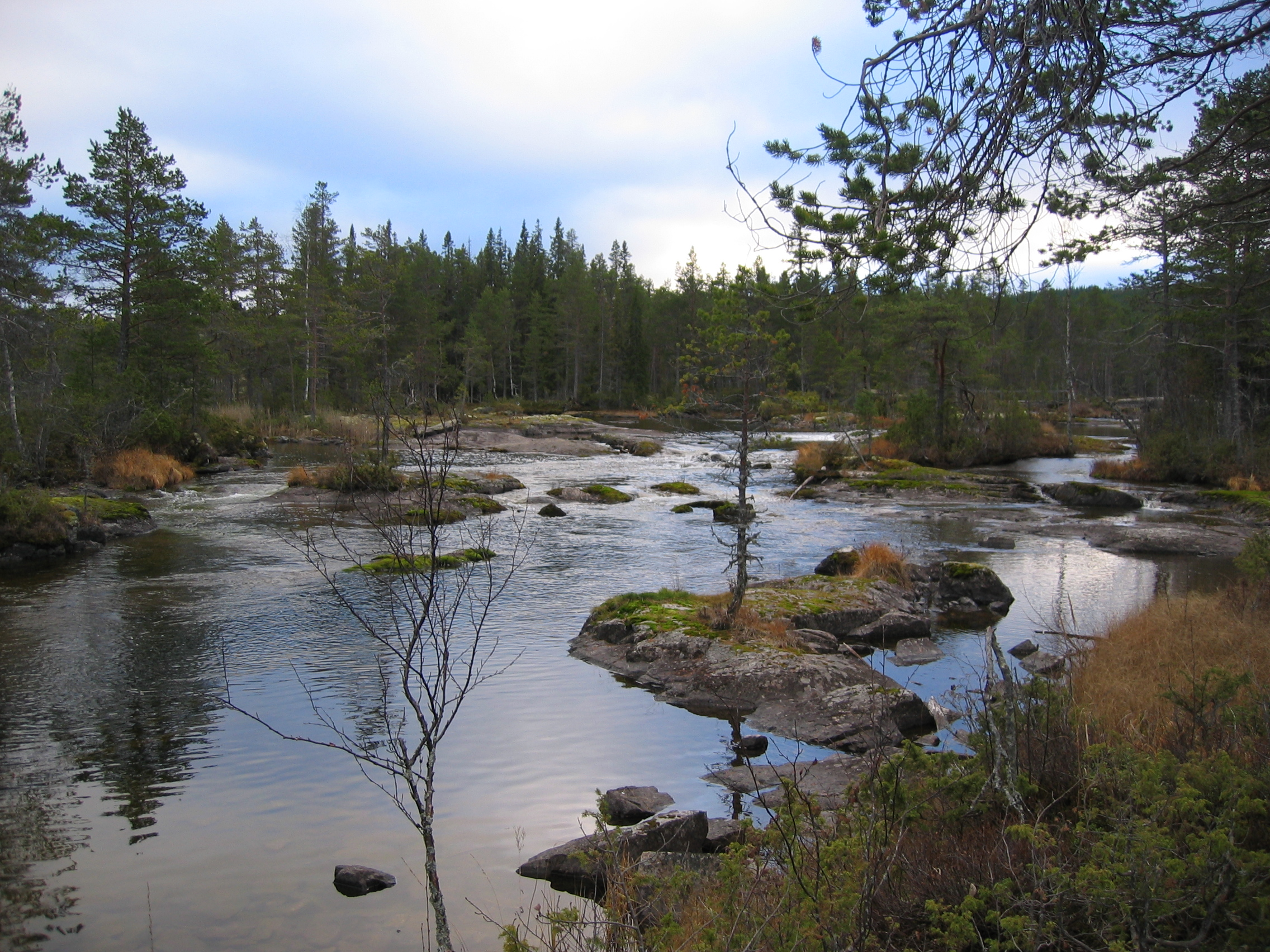
Forsaån
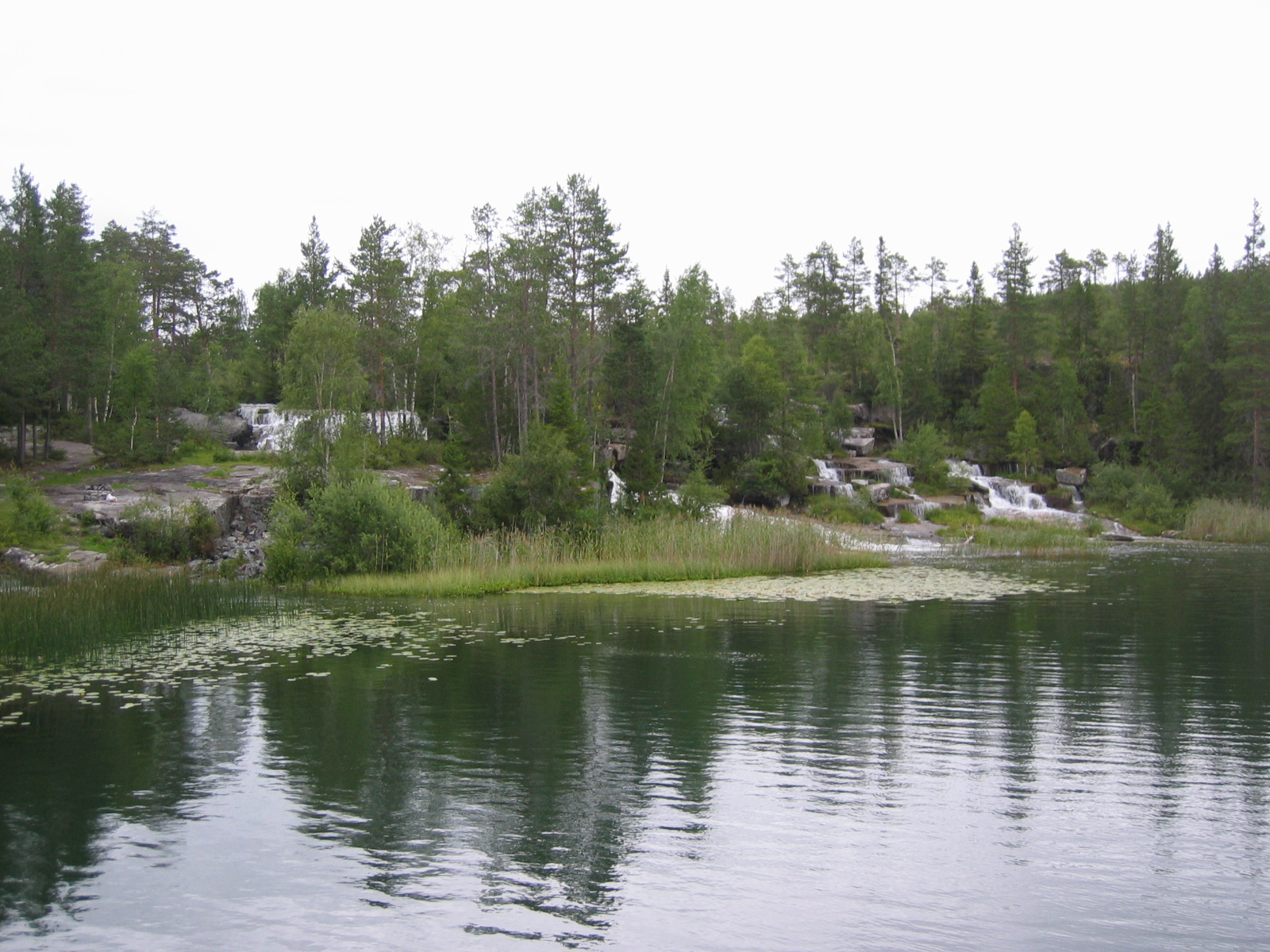
Lagunen
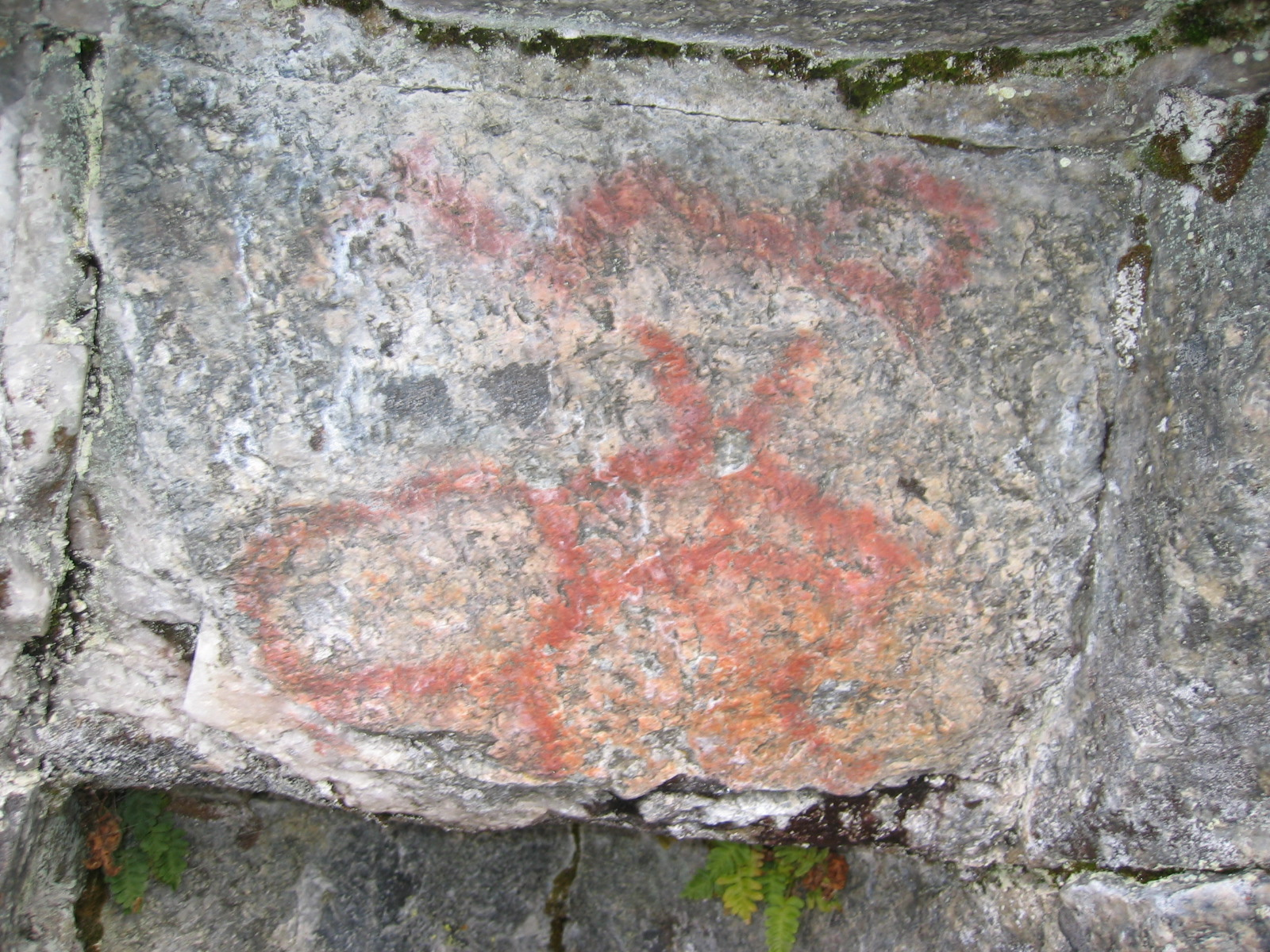
3000 år gamla hällmålningar intill Forsaleden